# Leptogryllus simillimus
Leptogryllus simillimus är en insektsart som beskrevs av Perkins, R.C.L. 1899. Leptogryllus simillimus ingår i släktet Leptogryllus och familjen syrsor. Inga underarter finns listade i Catalogue of Life.